# Motor de reacció
Un motor de reacció és un tipus de motor de combustió interna en la que s'aprofita la sortida de gasos a gran velocitat per crear moviment en un vehicle. Habitualment s'utilitza en aeronaus. Normalment aquests gasos són generats per la combustió d'un combustible en un recinte més o menys tancat (anomenat cambra de combustió) i expulsats a gran velocitat creant la força de reacció, que els dona el seu nom.

## Història
Els motors de reacció poden ser datats des del segle I d. C., quan Heró d'Alexandria va inventar l'eolípila. Aquesta utilitzava el poder del vapor dirigit a través de dues sortides, que causava que una esfera girés ràpidament sobre el seu eix donant així un gir rarament hexagonal. No obstant això, l'aparell mai va ser utilitzat per realitzar treballs mecànics i les potencials aplicacions pràctiques de la invenció d'Heró no van ser reconegudes. Es va considerar com una curiositat, ja que no tenia cap ús i al seu moment no tenia utilitat.
La propulsió a raig va començar amb la invenció del coet pels xinesos al segle xi. El sistema de propulsió del coet va ser utilitzat inicialment per crear focs artificials però gradualment va progressar per crear alguns tipus d'armes, encara que la seva tecnologia no va progressar durant segles.
El problema era que aquests coets eren massa ineficaços per ser útils en l'aviació general. Durant els anys 1930, el motor de combustió interna en les seves diferents formes (radial estàtic i rotatori, refrigerats per aire i líquid) era l'únic tipus de planta motriu disponible per als dissenyadors aeronàutics. No obstant això, els enginyers van començar a comprendre que el motor de pistons estava limitat en termes del màxim rendiment que podia aconseguir; el límit era essencialment el de l'eficiència de l'hèlix. Aquesta aconseguia el seu màxim quan les puntes de les pales s'aproximaven a la velocitat del so. Si el rendiment del motor i, per tant, de l'avió, es volia incrementar per superar aquesta barrera, s'havia de trobar una nova manera per millorar radicalment el disseny del motor de pistons, o es necessitava desenvolupar un nou tipus de planta motriu. Això va ser el motiu per al desenvolupament del motor de reacció.
Els primers intents de reactors van ser dissenys híbrids en els quals una font d'energia externa aportava la compressió. En aquest sistema, denominat «termorreactor» per Secondo Campini, l'aire era primer comprimit per una hèlix moguda per un motor de pistons convencional, després es barrejava amb el combustible i cremava per crear l'embranzida. Exemples d'aquest tipus de disseny van ser el Coandă-1910 de Henri Coandă, posteriorment el Caproni Campini N.1 o CC.2 i el motor Tsu-11 japonès per impulsar en els avions kamikaze Yokosuka MXY-7 Ohka a finals de la Segona Guerra Mundial. Cap era completament eficient, i el Caproni Campini N.1 fins i tot era més lent que el seu disseny tradicional amb motor de pistons i hèlix.
La clau per a un reactor útil va ser la turbina de gas, utilitzada per extreure energia per impulsar el compressor des del propi motor. La turbina de gas no era una idea nova: la patent per a una turbina estacionària va ser atorgada a John Barber a Anglaterra en 1791. La primera turbina de gas que va funcionar de forma autosubstinguda reeixidament va ser construïda en 1903 per l'enginyer noruec Ægidius Elling. Les primeres patents per a la propulsió a raig van ser atorgades en 1917. Les limitacions en el disseny i en la metal·lúrgia van impedir que aquests tipus de motors anessin fabricats. Els principals problemes eren la seguretat, la fiabilitat, el pes i, especialment, el funcionament continu.
En 1929, l'aprenent Frank Whittle va enviar formalment les seves idees per un turborreactor als seus superiors. El 16 de gener de 1930, a Anglaterra, Whittle va demanar la seva primera patent (atorgada en 1932). La patent mostrava un compressor axial de dues etapes alimentant a un compressor centrífug d'un únic costat. Whittle posteriorment es va concentrar en un compressor centrífug més simple per diverses raons pràctiques. En 1935, Hans von Ohain va començar a treballar en un disseny similar a l'Alemanya, aparentment sense estar informat del treball de Whittle, i en aquest mateix any, a Espanya l'enginyer aeronàutic militar Virgilio Leret ja disposava d'un projecte d'un motor de reacció denominat Mototurbocompressor de Reacció Contínua, patentat a Madrid el 28 de març de 1935, però el seu afusellament a l'any següent li va impedir desenvolupar el projecte, els plànols del qual va subministrar un parent republicà a l'exèrcit anglès.
Whittle va tenir el seu primer motor llest a l'abril de 1937. Estava alimentat per combustible líquid i incloïa una bomba autocontinguda. El motor de Von Ohain, amb cinc mesos de retard respecte al de Whittle, utilitzava gas que es proporcionava sota una pressió externa, per tant no era autocontingut. L'equip de Whittle va experimentar gairebé un fracàs quan el motor no es va poder parar, fins i tot després de tallar el combustible. El combustible s'havia filtrat en el motor i es va acumular, per la qual cosa el motor no es pararia fins que es cremés tot el combustible.
Ohain va contactar amb Ernst Heinkel, un dels principals industrials d'aviació de l'època, que va veure les possibilitats del nou disseny. Heinkel havia comprat recentment la companyia de motors Hirth, i Ohain i el seu maquinista cap, Max Hahn, van ser assignats com una nova divisió de la companyia Hirth. El seu primer motor, l'HeS 1, va començar a funcionar el setembre de 1937. A diferència del disseny de Whittle, Ohain va utilitzar hidrogen com a combustible, proporcionat sota pressió externa. Els següents dissenys van culminar en el motor alimentat per gasolina HeS 3 de 5 kN, que va ser utilitzat per equipar en un He 178 i va volar per primera vegada el 27 d'agost de 1939 per Erich Warsitz en l'aeròdrom de Marienehe. L'He 178 es va convertir en el primer avió de reacció.
En aquests moments, el motor de Whittle va començar a ser útil i el seu Power Jets Ltd. va començar a rebre diners del Ministeri de l'Aire. En 1941 una versió del motor denominat W.1 amb una potència de 4 kN va ser utilitzada en l'avió Gloster E28/39 especialment construït per al motor i va realitzar el seu primer vol el 15 de maig de 1941.

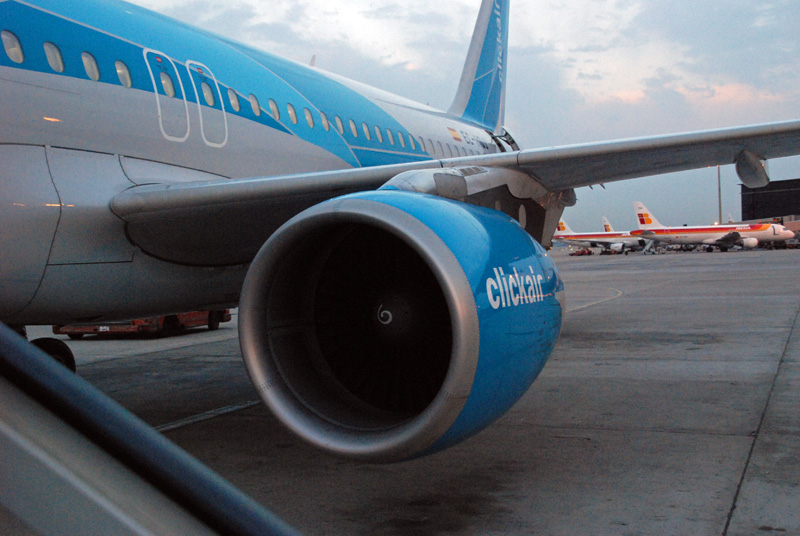
Motor en un avió (A320 de Clickair).

Un problema amb els primers dissenys, que es denominaven motors de flux centrífug, era que el compressor treballava llançant (accelerant) l'aire des de l'entrada d'aire central a la perifèria del motor, on l'aire era comprimit, convertint la seva velocitat en pressió. Un avantatge d'aquest disseny va ser que ja era ben conegut, sent implementat en supercompressors centrífugs. No obstant això, donades les limitacions tecnològiques, el compressor necessitava ser d'un gran diàmetre per produir la potència requerida.
L'austríac Anselm Franz de la divisió de motors de Junkers (Junkers Motoren o Jumo) va solucionar aquests problemes amb la introducció del compressor de flux axial, que era essencialment una turbina en reversa. L'aire venia del front del motor i era impulsat cap a la part posterior per una etapa d'hèlixs, on xocava contra un grup d'hèlixs que no rotaban. El procés no s'apropava en potència al del compressor centrífug, per la qual cosa s'afegia diversos grups d'hèlixs per aconseguir la compressió necessària. Fins i tot amb tota la complexitat afegida, el motor era d'un diàmetre molt menor. Jumo va ser assignat per al següent motor i el resultat va ser el Jumo 004. Després d'alguns problemes menors, la producció en sèrie d'aquest motor va començar en 1944 com a planta motriu per al primer caça a reacció, el Messerschmitt Me 262 (i posteriorment el primer bombarder reactor, l'Arada Ar 234). Després de la Segona Guerra Mundial, els aliats van estudiar l'Em 262 i la seva tecnologia va contribuir als primers caces de reacció nord-americans i soviètics.
Els motors de flux centrífug han estat millorats des de la seva introducció. Amb les millores a la tecnologia de rodaments, la velocitat dels eixos ha augmentat, reduint en importància el diàmetre del compressor. Una longitud menor del motor roman sent un avantatge d'aquest disseny. A més, els seus components són robusts, mentre que els motors de flux axial són més propensos a ser danyats per objectes externs.

## Tipus de motor
En principi hem de considerar dos tipus de motors de reacció segons el sistema constructiu: Motor coet, que normalment no té admissió d'aire, i Motor de reacció pròpiament dit, que sí que en porta.

## Parts fonamentals
En tot motor de reacció hi distingirem diferents parts, que seguint el curs dels gasos són:
- Tovera d'admissió: És per on és admès o xuclat l'aire exterior per després ser cremat
- Compressor : Part on s'eleva la pressió de l'aire per augmentar el rendiment.
- Cambra de combustió: On es realitza la mescla adient, d'aire i combustible i la posterior ignició i combustió.
- Turbina: Lloc on s'aprofita l'energia dels gasos per moure normalment el compressor.
- Tovera d'escapament: Indret per on surten a gran velocitat els gasos resultants de la combustió, que són els responsables de l'impuls del motor.
- Mecanismes auxiliars : Tals com bombes d'injecció i greixat, sistema d'arrancada, reductors.

## Funcionament del motor de coet

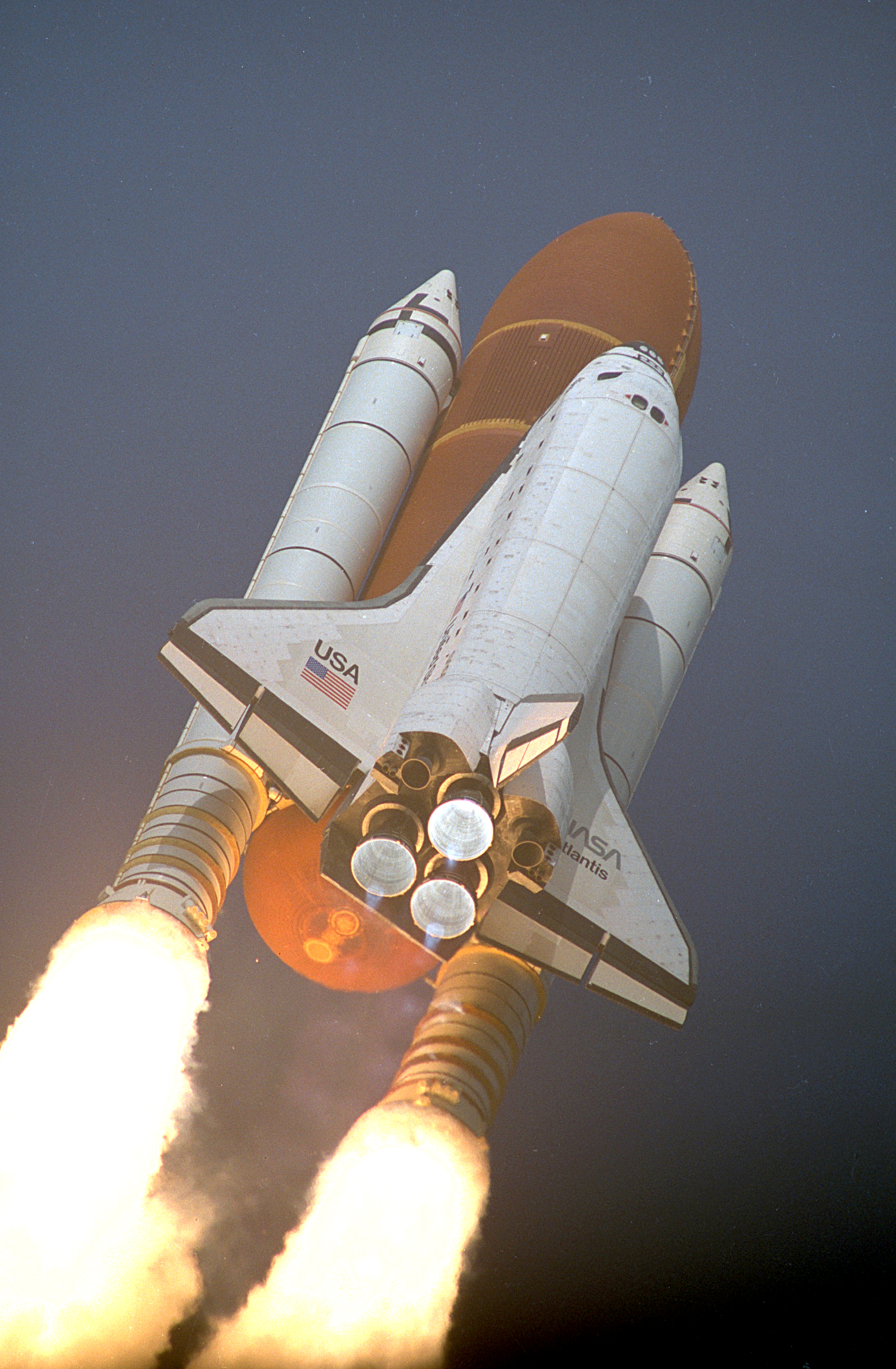
Foto on s'aprecia els dos motors laterals, de combustible sòlid, i els tres motors de combustible lìquid

Dins dels motors coet hi ha dos tipus de combustibles: sòlid i líquid. En el primer combustible es tracta de cremar un combustible amb aire, pólvora o similars. Tenim els coets de fira, inventats pels xinesos el segle xi, que, convenientment modificats, ja els servien per a la guerra. És un tipus de motor poc controlable; avui en dia es fan servir com a motors auxiliars per l'enlairament de la llançadora espacial dels Estats Units. Els motors de combustible líquid acostumen a ser independents del medi exterior, ja que duen els dos elements necessaris per a la combustió, és a dir, el comburent (aire líquid, aigua oxigenada, oxigen líquid), i el combustible (alcohol, diòxid d'hidrogen, hidrat d'hidrazina, hidrogen líquid). Aquests components per mitjà d'unes bombes especials es mesclen en la cambra de combustió en la proporció adient i s'inflamen augmentant en gran manera el seu volum, que fa que surtin per la tovera a gran velocitat, produint la impulsió.

## Funcionament d'altres tipus de motors

### Carenat NACA

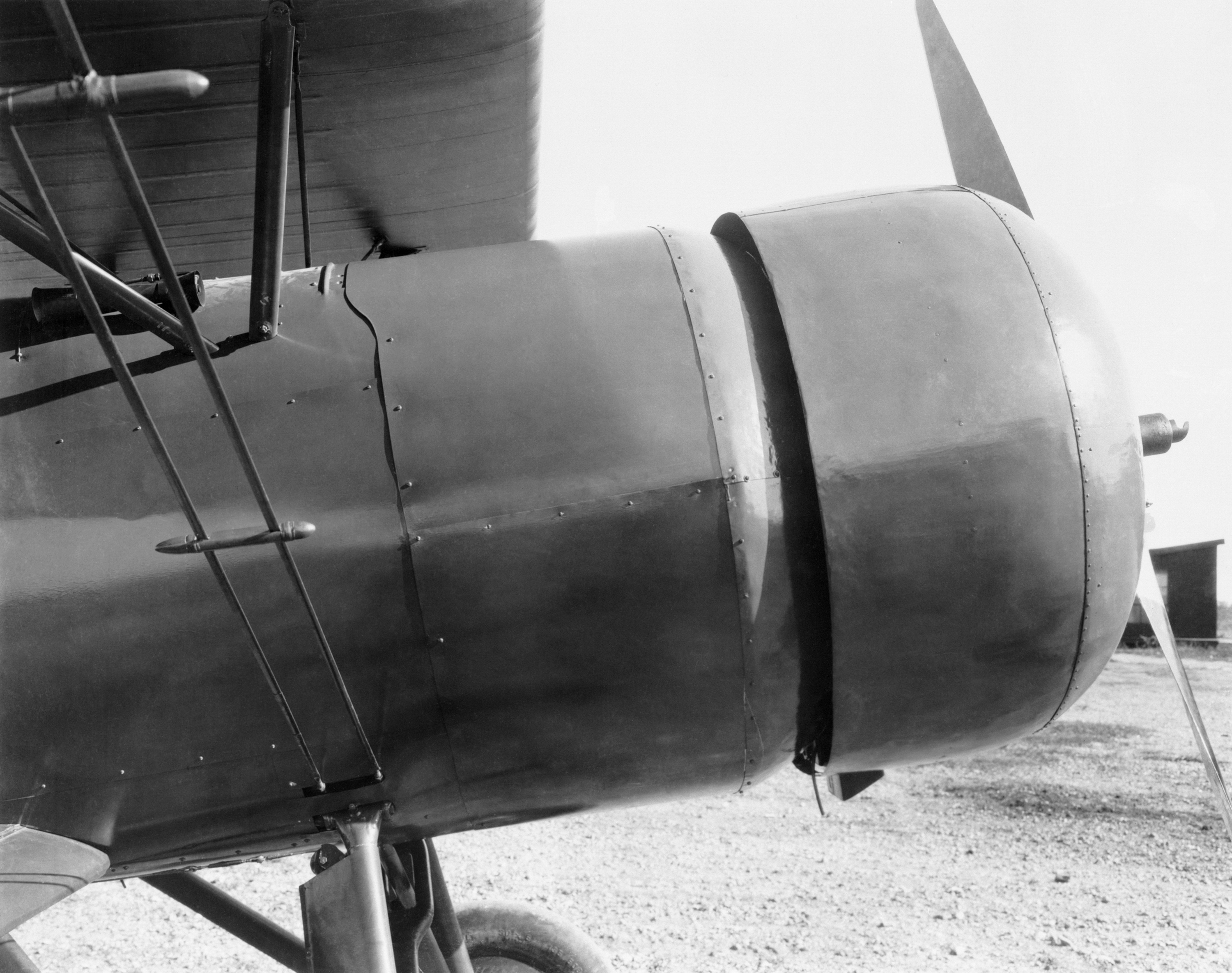
Exemple de carenat NACA

Si es carena convenientment un motor de pistons, en estrella, s'aconsegueix un increment del rendiment de l'avió, per la millora aerodinàmica, junt amb un lleuger increment de la impulsió, amb la suma dels gasos de refredament i els d'escapament d'aquest.

### Motorreactor
En aquest cas es fa girar el compressor amb un motor de pistons per crear la sobrepressió dins de la cambra de combustió. Motor poc utilitzat i amb baix rendiment, possiblement utilitzat en el disseny del Caproni Campini N.1 de la segona guerra mundial.

### Turboreactor

Esquema d'un Turboreactor

És el motor que més es va utilitzar fins a l'arribada d'altres motors amb rendiment superior. En principi es tracta del disseny bàsic dels motors de reacció. Es tracta que l'aire és captat i comprimit per un compressor centrífug o axial de diverses etapes, en les cambres de combustió. Aquestes acostumen a ser més d'una, disposades circularment al voltant d'un arbre motor, on es produeix la mescla aire combustible, normalment querosè, i la ignició d'aquesta, augmentant el volum, passant a la turbina que per mitjà de l'arbre motor impulsa el compressor, sortint a gran velocitat per la tovera.
L'any 1937 és quan es va aprofitar el primer motor per moure l'avió Heinkel He 178; després van vindre el 1941 Gloster E28/39 i el 1944 el Messerschmitt Me 262. D'aquest últim van derivar els caces dels Estats Units i La Unió Soviètica.

### Estatoreactor (Scramjet)
És un motor inventat per René Lorin que el va patentar en 1908, i Albert Fono el va aplicar en 1932 per millorar l'artilleria. No porta cap peça mòbil, i la compressió s'efectua per la velocitat d'aquest. És un motor que va molt bé a velocitats superiors a 1000 km/h i el flux en el seu interior és subsònic. Hi ha versions modificades que s'anomenen scramjet en les que el flux és supersònic.
El primer avió el va fer volar René Leduc a França en l'any 1949 amb un motor S010. L'any 1964 els Estats Units van posar en funcionament el Lockheed D-21/M-21.

### Pulsoreactor

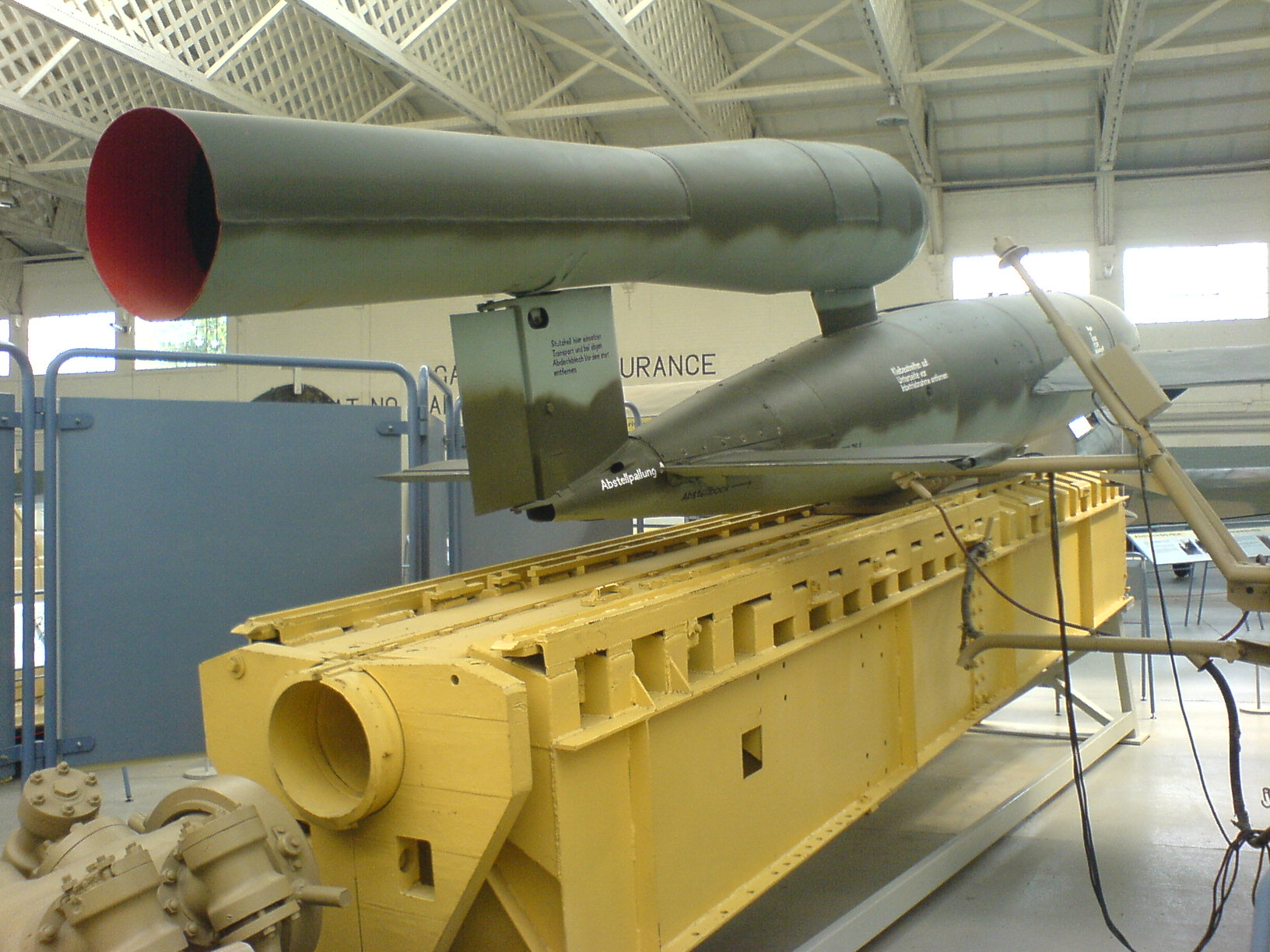
Part superior Pulsoreactor de la bomba volant V1

Va ser creat per Ramon Casanova i Danés. És dels primers reactors que es va fer servir. En són destacables el sistema d'admissió amb vàlvula i la llarga tovera d'escapament. El seu funcionament no és continu, amb una freqüència de 200 a 300 cicles per segon: d'aquí el seu nom.
El seu exemple més clàssic és la bomba V1 (Vergeltungswaffe 1) i el seu major avantatge és que funcionava amb gasolina de baix octanatge. També s'utilitza actualment en aeromodelisme en avions de velocitat.

### Turboreactor de post combustió
Es tracta d'un turborreactor al que s'ha afegit una etapa final després de la turbina en la qual es torna a injectar i cremar combustible, per augmentar la impulsió.
És el sistema que es fan servir en avions de caça per assolir velocitats superiors a la sònica

### Turboreactor de doble flux (turboventilador)

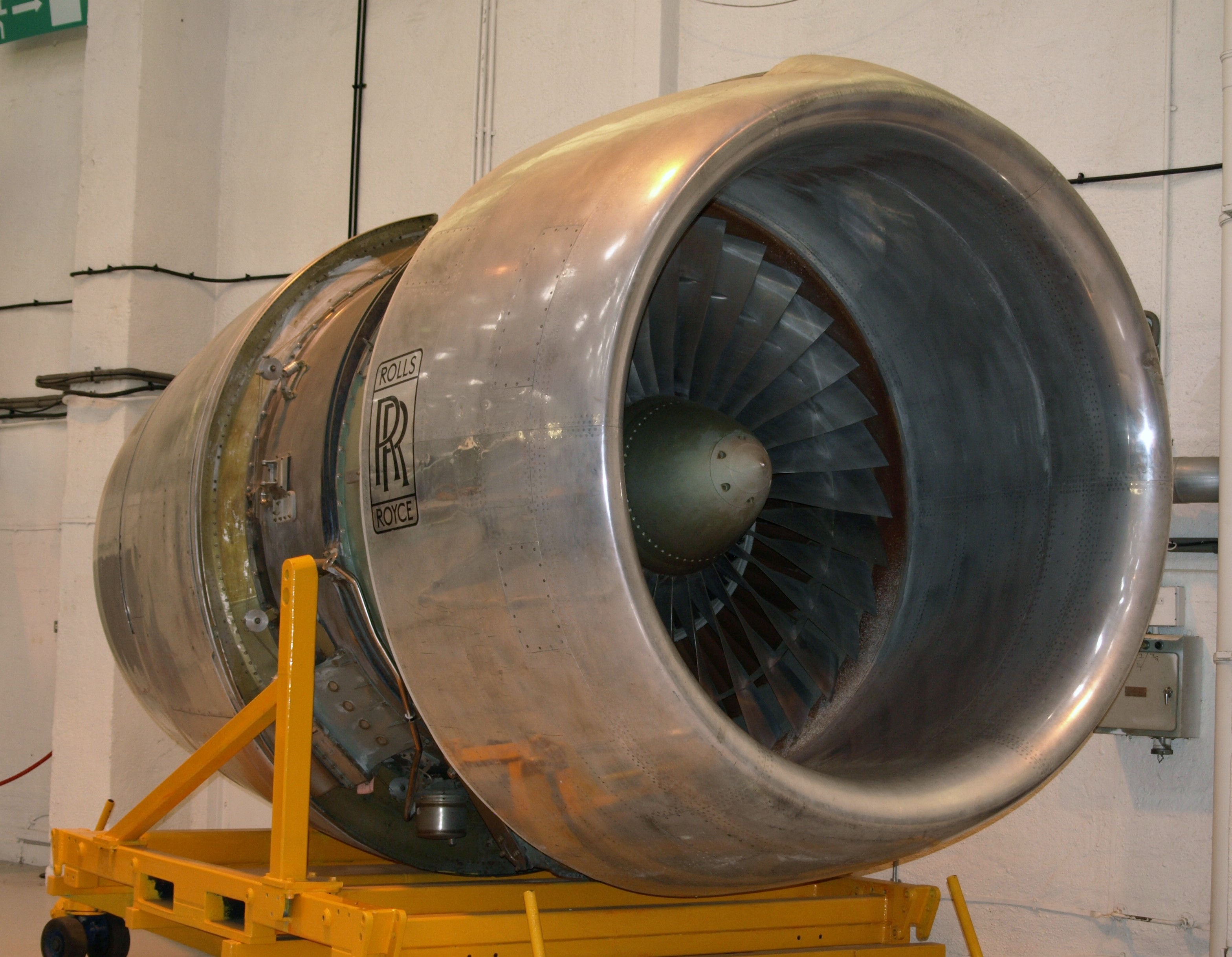
Turboventilador Rolls Royce RB211

És un turborreactor al que s'hi ha afegit al seu davant un altre, compressor que deriva part de l'aire per l'exterior del motor reunint-se els fluxos en la tovera d'escapament, reduint l'escalfor i el soroll del motor.
Avui en dia és el motor més utilitzat per moure els avions, ja sigui comercials com l'Airbus, o militars, encara que amb diferents construccions de compressor. Els principals fabricants són Rolls-Royce i Pratt&Whitney.

### Turbopropulsor (Turbohèlice)

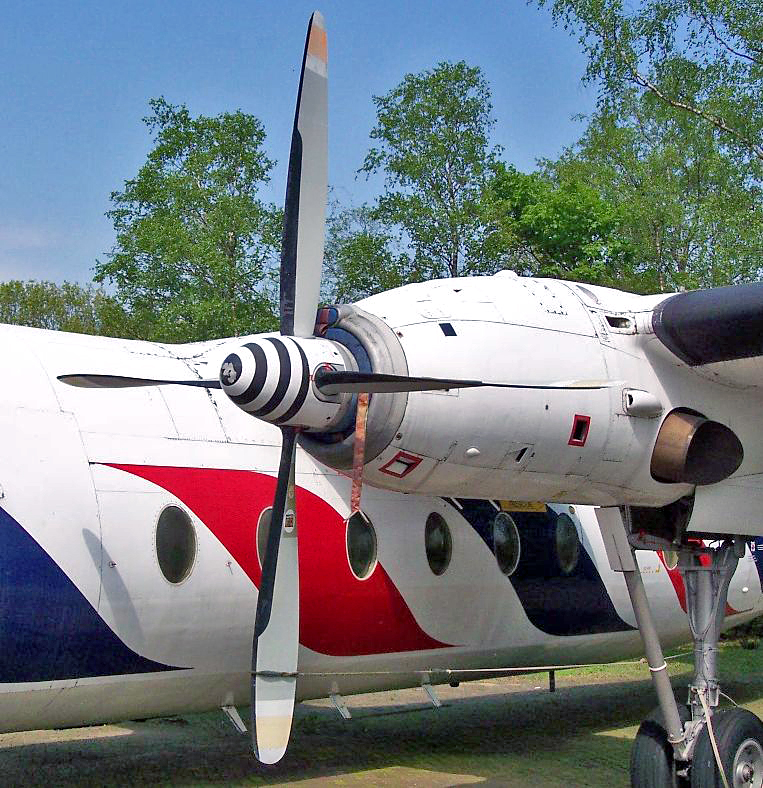
Detall d'un Turbopropulsor d'un Fokker F 27

Encara que un «turbopropulsor» no és un motor de reacció pròpiament dit, es descriu en aquest article perquè en principi funciona com un turborreactor. En aquest cas el que produeix la impulsió és una hèlice moguda a través d'una reducció. En realitat és una turbina de gas acoblada a una hèlice. És un motor molt utilitzat en avions de transport i de curt i mitjà abast, i també en helicòpters.

## Fórmules d'interès
Impulsió
{\displaystyle F=M(v1-v2)\,}
on M=massa d'aire d'entrada, v1=velocitat de sortida dels gasos, i v2=velocitat del vehicle
Potència en CV.
{\displaystyle CV={\frac {Fv1}{736}}={\frac {M(v1-v2)v1}{736}}}